# 堀内統義
堀内統義（ほりうち つねよし、1947年1月10日- ）は、日本の詩人。

## 略歴
松山市生まれ。早稲田大学教育学部卒。東京都、千葉県、愛媛県で高校教師を務め、2007年愛媛県立松山南高等学校を最後に定年退職。芝不器男の俳句や文章をめぐる「不器男旬報」を随時刊行している。

## 著書
- 『平和風平和な街にかかる祝祭星座 堀内統義詩集』冬至書房 1969
- 『罠 詩集』昭森社 1977
- 『夜の舟 堀内統義詩集』創風社出版 1987
- 『喩の島の懸崖』創風社出版 1990
- 『楠樹譚 詩集』創風社出版 1993
- 『峡のまれびと 夭折俳人芝不器男の世界』邑書林 1996
- 『愛媛の地名 小さきものへのめまい』えひめブックス 愛媛県文化振興財団 2000
- 『日の雨』ミッドナイト・プレス 2001
- 『耳のタラップ』創風社出版 2002
- 『芝不器男』風ブックス 創風社出版 2008
- 『恋する正岡子規』創風社出版 2013
- 『ずっと、ここに 堀内統義詩集』創風社出版 2014
- 『戦争・詩・時代 平和が平和であるために』創風社出版 2016

### 共著編
- 『有馬敲詩集』日本現代詩文庫 編集・解説 土曜美術社 1988
- 『浮游蕩蕩 まつやまイエスタデイ&トゥデイ』神山恭昭共著. 創風社出版 1992